# Das Musikwerk
Das Musikwerk ist eine von dem Musikwissenschaftler Karl Gustav Fellerer (1902–1984) im Arno Volk Verlag (Köln 1950–1975) herausgegebene Beispielsammlung überwiegend zur abendländischen Musikgeschichte. Sie umfasst insgesamt 47 Bände mit über 3500 Seiten und einen Registerband. An ihr wirkten zahlreiche Fachgelehrte mit.

## Übersicht
- 01. Walter Georgii: 400 Jahre europäische Klaviermusik
- 02. Friedrich Gennrich: Troubadours, Trouvères, Minne- und Meistergesang
- 03. Hans Engel: Das mehrstimmige Lied des 16. Jahrhunderts in Italien, Frankreich, England und Spanien
- 04. Walter Wiora: Europäischer Volksgesang
- 05. Anna Amalie Abert: Die Oper: von den Anfängen bis zum Beginn des 19. Jahrhunderts [später Folgebände]
- 06. Kurt Stephenson: Die musikalische Klassik
- 07. Erich Schenk: Die italienische Triosonate
- 08. Willy Kahl: Das Charakterstück
- 09. Heinrich Husmann: Die mittelalterliche Mehrstimmigkeit
- 10. Helmuth Osthoff: Das deutsche Chorlied vom 16. Jahrhundert bis zur Gegenwart
- 11. Kurt von Fischer: Die Variation
- 12. Ernest Thomas Ferand: Die Improvisation
- 13. Egon Wellesz: Die Musik der byzantinischen Kirche
- 14. Hans Joachim Moser: Das deutsche Sololied und die Ballade
- 15. Franz Giegling: Die Solosonate
- 16. Frits Noske: Das außerdeutsche Sololied (1500–1900)
- 17. Erich Valentin: Die Tokkata
- 18. Franz Tack: Der gregorianische Choral
- 19. Adam Adrio: Die Fuge I
- 20. Eric Werner: Hebräische Musik
- 21. Kurt Stephenson: Romantik in der Tonkunst
- 22. René Bernard Lenaerts: Die Kunst der Niederländer
- 23. Hans Engel: Das Concerto grosso
- 24. Heinz Becker: Geschichte der Instrumentation
- 25. Hans Engel: Das Solokonzert
- 26. Hermann Beck: Die Suite
- 27. Georg Reichert: Der Tanz
- 28. Karl Gustav Fellerer: Altklassische Polyphonie
- 29. Lothar Hoffmann-Erbrecht: Die Sinfonie
- 30. Joseph Schmidt-Görg: Die Messe
- 31. Karl Gustav Fellerer: Die Monodie
- 32. Richard Jakoby: Die Kantate
- 33. Joseph Müller-Blattau: Die Fuge II
- 34. Günter Haußwald: Die Orchesterserenade
- 35. Erich Schenk: Die außeritalienische Triosonate
- 36. Wolfgang Stockmeier: Die Programmusik
- 37. Günther Massenkeil: Das Oratorium
- 38.–40. Hellmuth Christian Wolff: Die Oper I–III (Anfänge bis 17. Jahrhundert / 18. Jahrhundert / 19. Jahrhundert)
- 41. Hellmuth Christian Wolff: Originale Gesangsimprovisationen
- 42.–43. Peter Schleuning: Die Fantasie I–II (16.–18. Jahrhundert / 18.–20. Jahrhundert)
- 44. Marius Schneider: Außereuropäische Folklore und Kunstmusik
- 45. Günter Haußwald: Musik des Generalbaß-Zeitalters
- 46. Hubert Unverricht: Die Kammermusik
- 47. Heinrich Hüschen: Die Motette
- Registerband